# 鄭楚明
鄭楚明博士，SBS（1962年11月13日—），香港氣象學家，前任香港天文台台長。

## 生平
鄭楚明早年居住在徙置區，1982年入讀香港大學時，前天文台台長岑智明為其同學因而開始認識，鄭於同校博士畢業後在1989年2月加入天文台任職科學主任，在科學主任及高級科學主任任內曾長年主持電視台之晨早天氣節目，因表現出色而多次當選最佳電視天氣節目主持人。2011年10月晉升至助理台長，負責天氣預測及警告服務科。2020年2月15日出任台長，接替提早退休的岑智明。

## 爭議

### 2021年熱帶風暴獅子山
2021年10月7日晚上10時45分，天文台發出強烈季候風信號，同日晚上11時50分發出黃色暴雨警告信號，表示香港廣泛地區已錄得或預料會有每小時雨量超過30毫米的大雨，且雨勢可能持續。
翌日10月8日，香港天文台於凌晨4時40分改發三號強風信號，表示熱帶風暴獅子山正影響香港，並取代強烈季候風訊號。
整個凌晨香港普遍地區出現暴雨，黃色暴雨警告信號維持了一段長時間。天文台於上午11時的1小時內出現「三級跳」；由「黃雨」於11時20分紅色暴雨警告、再於11時45分改為黑色暴雨警告，但當時大多數市民及學生已經抵達學校或辦公室，如此急速發出暴雨警告信號令不少市民感到不滿。
而暴雨警告生效期間，跑馬地懷疑因強風導致棚架倒塌意外，一名女工身故，更加令不少網民留言「天文台償命」、「台長出來回應」，指鄭楚明為首的天文台對惡劣天氣警告信號制度過於刻板，缺乏人性化，只從科學角度分析，忽略了市民真正感覺。